# Ramiz Kelmendi
Ramiz Kelmendi, född den 30 december 1930 i Peja i Kosovo i Jugoslavien, död den 12 januari 2017 i Pristina i Kosovo, var en albansk romanförfattare.
Studerade albanska språket och albanskspråkig litteraturhistoria vid universitet i Belgrad och i Pristina. Efter universitetsutbildningen blev han redaktionschef för tidningen Rilindja och direktör av Kosovos folkteater. Han debuterade som författare på 1950-talet. Hans böcker var väl mottagna av läsare i Kosovo och välkända i årtionden. Ramiz Kelmendi är främst känd i sitt ursprungsland för sina noveller som var öppenhjärtigt skrivna.

### Fotnoter
1. 1 2 3  Tjeckiska nationalbibliotekets databas, NKC-ID: mzk20241223030, läst: 17 november 2024.[källa från Wikidata]